# Nzérékoré
Nzérékoré är en stad i regionen Nzérékoré i Guinea. Staden hade 194 178 invånare år 2014.
Staden är områdets främsta handelscentrum  för det jordbruksprodukter i omgivningen. Produkterna, som inkluderar ris, kassava, peppar, tobak, kolanötter och palmolja och kärnor – odlas av folken Kpelle, Mano och Kono. Det är också en knutpunkt för vidare frakt till hamnen i Monrovia som ligger 265 kilometer sydväst om staden. Vidare finns ett sågverk och plywoodfabrik samt ett sjukhus och en romersk-katolsk mission.